# María Díaz
María Díaz González (Avilés, Asturias, España, 2 de septiembre de 1969), conocida artísticamente como María la Vikinga, es una actriz y humorista española.

## Carrera
Nació de noche en un taxi en Avilés, Asturias el 2 de septiembre de 1969. Estudió y ejerció como enfermera –«Me cansé de convencer al paciente de que no llamase a seguridad cada vez que entraba en una habitación», reconoció– y tras esto, decidió hacerse humorista. Debutó en televisión en el canal de televisión Paramount Comedy, donde comenzó a realizar monólogos, y posteriormente en la televisión nacional con su participación en el programa El rey de la comedia de TVE. Hizo su debut cinematográfico en 2010 interpretando a una hippie en la película Campamento Flipy. Sin embargo, se dio a conocer nacionalmente en la serie de televisión Aída. Respecto a esto, María comentó que:
«En "Aída" el equipo humano es impresionante, es una familia y, en mi caso, cualquier temor que podía tener al principio se me disipó al conocerlos». El sábado 3 de mayo de 2014, María apareció junto a Paco y María León en el programa de televisión Hay una cosa que te quiero decir donde quiso felicitar a su madre por el Día de las Madres.

## Vida privada
También tiene varios familiares en Galicia, Yareli, Adrián Herrera y algunos personajes más también muy conocidos en su localidad.
El 22 de febrero de 2014 fue agredida por una banda de jóvenes que la confundieron con una mujer transexual.